# La ruta blanca
La ruta blanca —en inglés: «The White Line»— es una telenovela colombo-mexicana coproducida por Caracol Televisión para Cadenatres en 2012. Está protagonizada por Carla Giraldo, Juan Pablo Gamboa y Carlos Athié, coprotagonizada por Zharick León y antagonizada por Dagoberto Gama,  y Carolina Guerra. Fue grabada en alta definición y un 60% en exteriores. 
se estrenó el 13 de agosto de 2012 en Cadenatres.

## Sinopsis
La ruta blanca nos presenta a cuatro personajes que están en peligro el mismo día y a la misma hora en distintas ciudades. A primera vista no parecen estar relacionados entre sí, sin embargo, todos están atados a "la ruta blanca", la ruta de cocaína, y a un mismo victimario. La selva colombiana, la ciudad de Bogotá, México y Miami, son los escenarios de una tragedia que gira alrededor de un solo elemento... La cocaína, su fabricación, su manufactura y distribución, su venta y consumo, visto desde los ojos de Francisca Rojas, la campesina; Esteban Mejía, el congresista colombiano; Homero Paz, el capo mexicano y Alejandro Sandoval, el actor de televisión adicto a la coca. La Ruta Blanca es el reflejo de todos los rostros del narcotráfico, donde quedará demostrado que el crimen no paga y que la cocaína es la vía que conduce al calor, la pasión, la acción y la intriga. 

## Elenco
- Carla Giraldo - Francisca Rojas
- Juan Pablo Gamboa - Esteban Mejía
- Dagoberto Gama - Homero Paz
- Carlos Athié - Alejandro Sandoval
- Zharick León - Sara Mendoza
- Carolina Guerra - Fanny Salazar
- Dolores Heredia - Esmeralda de Paz
- Viviana Serna Ramírez - Janeth
- Julián Pastor - Pedro Zamora
- Enoc Leaño - "El tuerto"
- Héctor Soberón - Octavio Zarate
- Biassini Segura - Domingo Rojas
- Johnny Forero - Matias Rojas
- Juliana Galvis - Alicia Holguin de Mejía
- Jacques Toukhmanian - Mauricio Bermúdez
- Lucho Velasco - Alberto Duque
- Harold Torres - Ambrosio Paz
- Walter Luengas - "El Indio"
- Alex Perea - Gustavo Paz
- Jorge Adrián Espíndola - José Elias Paz
- Ramiro Fumazoni - Joe Laviña
- Melvín Cabrera - Luis Gonzaga
- Ilja Rosendahl - Thomas
- Frank Ramírez - Gustavo "El jefe" Encinales
- Luis Fernando Salas - Freddy Jair "El chontaduro" Otálvaro
- Tamara Mazarraza - Ximena Gutiérrez
- Daniel Fabius - Ruben Linares
- Andrés Toro - Jaime
- Irineo Álvarez - Félix
- Maya Zapata - Dolores
- Tsuria Díaz - Rosa
- Sarai Esquer - Lucia
- Patricia Carolina Ramos - Mercedes
- Joaquin Gil - Julio
- Freddy Víquez  - Anibal